# 요우라촌 (오이타현)
요우라촌(四浦村)은 오이타현 기타아마베군에 있던 촌이다. 현재의 쓰쿠미시의 요우라에 해당한다. 